# Copa Confraternidad Iberoamericana 1964
La Copa Confraternidad Iberoamericana 1964, simplificada como Copa Iberoamericana 1964, fue la primera edición del torneo inicialmente de carácter oficial, luego declarado amistoso, disputado en julio de 1964 en Buenos Aires, Argentina. El Club Atlético River Plate fue el anfitrión del torneo.
En este participaron cuatro equipos: River Plate y Boca Juniors de Argentina, Botafogo de Brasil, y Barcelona de España. Disputado como un cuadrangular de ronda única, los resultados de los encuentros deberían declarar campeón al que tenga la mayor cantidad de puntos obtenidos. No obstante, el campeón fue el equipo anfitrión debido a la diferencia de goles lograda, ya que se produjo un triple empate de puntos junto al conjunto brasileño y a Boca Juniors pero Alberto J. Armando, presidente de este último, presentó quejas y discrepancias sobre si debía ser «el club millonario» el legítimo vencedor ya que se debía jugar un desempate. Finalmente debido a la imposibilidad de alcanzar un acuerdo o un desempate se declaró a la competición desierta y se desconoce si fue entregado el trofeo como campeón al Club Atlético River Plate, pese a que este sí está en las vitrinas del club.[cita requerida]

## Equipos participantes
| Equipo                        | País      |
| C. A. River Plate             | Argentina |
| Club Atlético Boca Juniors    | Argentina |
| Botafogo de Futebol e Regatas | Brasil    |
| Club de Fútbol Barcelona      | España    |

## Desarrollo

### Antecedentes
Tras los buenos resultados de los torneos triangulares amistosos celebrados por el Club Atlético River Plate en 1962 y 1963 frente a equipos de España y Brasil, «los millonarios» decidieron ampliarlo a categoría cuadrangular, esto es, aumentando a cuatro los equipos, para que así participaran en la misma edición los representantes foráneos. Estos eran conocidos bajo el nombre de Torneo Triangular de Buenos Aires. Se dispuso también que pasara a ser renombrada como Copa Confraternidad Iberoamericana debido a su carácter y participantes.
Del mismo modo antes se celebraron otros torneos similares que bien pudieron ser antecedentes debido a la costumbre en Sudamérica de celebrar estos partidos y torneos de preparación durante el parón invernal de los campeonatos que coninciden con el parón estival en Europa.

### Resultados
Jornada 1
| Fecha      | Equipo local       | Resultado | Equipo visitante |
| ---------- | ------------------ | --------- | ---------------- |
| 9 de julio | C. A. River Plate  | 5 - 1     | C. F. Barcelona  |
| 9 de julio | C. A. Boca Juniors | 1 - 0     | Botafogo F. R.   |

Jornada 2
| Fecha       | Equipo local       | Resultado | Equipo visitante |
| ----------- | ------------------ | --------- | ---------------- |
| 12 de julio | C. A. Boca Juniors | 3 - 2     | C. F. Barcelona  |
| 14 de julio | C. A. River Plate  | 3 - 4     | Botafogo F. R.   |

Jornada 3
| Fecha       | Equipo local      | Resultado | Equipo visitante   |
| ----------- | ----------------- | --------- | ------------------ |
| 16 de julio | Botafogo F. R.    | 2 - 0     | C. F. Barcelona    |
| 16 de julio | C. A. River Plate | 3 - 1     | C. A. Boca Juniors |

### Tabla de posiciones
| # | Equipos            | PTOS | PJ | PG | PE | PP | GF | GC | DG |
| - | ------------------ | ---- | -- | -- | -- | -- | -- | -- | -- |
| 1 | C. A. River Plate  | 4    | 3  | 2  | 0  | 1  | 11 | 6  | +5 |
| 2 | Botafogo F. R.     | 4    | 3  | 2  | 0  | 1  | 6  | 4  | +2 |
| 3 | C. A. Boca Juniors | 4    | 3  | 2  | 0  | 1  | 5  | 5  | 0  |
| 4 | C. F. Barcelona    | 0    | 3  | 0  | 0  | 3  | 3  | 10 | –7 |

## Controversia del título
Discutida la consecución del título. *
|                           |
| Campeón C. A. River Plate |
| * Campeonato discutido    |

Algunas fuentes indican que River Plate fue el campeón de la Copa Iberoamericana 1964, ya que a pesar de tener la misma cantidad de puntos que Botafogo y Boca Juniors, tenía una mayor diferencia de gol.[cita requerida] Sin embargo, otras fuentes citan que el campeón de la Copa Iberoamericana 1964 sería el equipo que más puntos obtuviera, indiferentemente de la diferencia de goles. Y debido a que tres equipos terminaron en el primer lugar con la misma cantidad de puntos, la copa nunca fue entregada (debido a que el título no podía ser compartido). Motivo por el cual nunca hubo un campeón fijo y debido a esto, el torneo que tenía carácter de oficial pasó a ser considerado amistoso.[cita requerida]
Se señala al presidente del Boca Juniors, Alberto Jacinto Armando, como el gran responsable de esta disputa; ya que hizo todo lo posible para que River Plate no fuera declarado campeón. El trofeo original, actualmente se encuentra en posesión de River Plate, y se lo puede observar en su museo. El mismo fue entregado por ser el anfitrión del certamen, aunque no del todo claro si fue declarado como campeón oficialmente.
La Rec.Sport.Soccer Statistics Foundation (RSSSF) y otras fuentes señalan a la Copa Iberoamericana 1964 como un torneo amistoso, y donde no hubo un campeón fijo, de igual modo que la edición de 1965, vencida por el Santos Futebol Clube. Pero esto tampoco puede ser considerado como verdadero, primero debido a que la RSSSF toma fuentes del torneo ya finalizado y con la disputa en marcha, y también debido a que también existen otras fuentes que señalan lo contrario al indicar que River Plate fue nombrado campeón.[cita requerida]